# Jordan Todorow (piłkarz)
Jordan Wałkow Todorow (bułg. Йордан Тодоров, ur. 27 lipca 1981 w Płowdiwie) – bułgarski piłkarz, występujący na pozycji obrońcy lub pomocnika. Jest wychowankiem Maricy Płowdiw, później grał w Czernomorcu Burgas, skąd w 2003 roku przeniósł się do CSKA Sofii, z którą w 2003 i 2005 roku zdobył tytuł mistrza kraju. Następnie występował w Łokomotiwie Płowdiw, Steaule Bukareszt, Miniorze Pernik i ponownie Łokomotiwie Płowdiw.
Ma za sobą występy w reprezentacji Bułgarii.